# ペット・サウンズ・ライヴ2002
『ペット・サウンズ・ライヴ2002』（原題：Brian Wilson Presents Pet Sounds Live）は、アメリカ合衆国のミュージシャン、ブライアン・ウィルソンが2002年に録音・発表したライブ・アルバム。ザ・ビーチ・ボーイズ時代に制作したアルバム『ペット・サウンズ』（1966年）を完全再現した内容で、2002年1月27日から30日にかけて、ロンドンのロイヤル・フェスティバル・ホールで行われた公演のライブ音源が収録された。

## 解説
ウィルソンは2000年のアメリカ・ツアーの第2部において、11人編成のバンド（ワンダーミンツのメンバーを含む）とフル・オーケストラの共演により『ペット・サウンズ』の全曲を演奏した。そして、2001年7月にはイギリスでもペット・サウンズ・ツアーが予定されるが、スポンサーや税金の問題で延期となり、2002年1月に持ち越された。この時の公演は、ウィルソンのツアー・バンドだけで演奏・歌唱されている。なお、このロンドン公演を観たロジャー・ダルトリーは「ブライアン自身が『ペット・サウンズ』の機微に全く新しい深みをもたらした」と評している。
2002年7月31日に発売された日本盤(TOCP-66088)は、ボーナス・トラックが追加されて16トラック入りとなった。また、後にリリースされた映像作品『ペット・サウンズ・ライヴ・イン・ロンドン』には、『ペット・サウンズ』からの13曲及び「グッド・ヴァイブレーション」のライブ映像が収録されている。

## 収録曲
特記なき楽曲はブライアン・ウィルソンとトニー・アッシャーの共作。
1. イントロ - "Show Intro" - 0:29
2. 素敵じゃないか - "Wouldn't It Be Nice" (Brian Wilson, Tony Asher, Mike Love) - 2:54
3. 僕を信じて - "You Still Believe in Me" - 3:04
4. ザッツ・ノット・ミー - "That's Not Me" - 2:22
5. ドント・トーク - "Don't Talk (Put Your Head on My Shoulder)" - 3:07
6. 待ったこの日 - "I'm Waiting for the Day" (B. Wilson, M. Love) - 3:29
7. 少しの間 - "Let's Go Away for Awhile" (B. Wilson) - 2:51
8. スループ・ジョン・B - "Sloop John B" (Traditional) - 3:26
9. 神のみぞ知る - "God Only Knows" - 3:12
10. 救いの道 - "I Know There's an Answer" (B. Wilson, M. Love, Terry Sachen) - 3:04
11. ヒア・トゥデイ - "Here Today" - 3:15
12. 駄目な僕 - "I Just Wasn't Made for These Times" - 3:30
13. ペット・サウンズ - "Pet Sounds" (B. Wilson) - 4:05
14. キャロライン・ノー - "Caroline No" - 4:15

### 日本盤ボーナス・トラック
1. メント・フォー・ユー - "Meant for You"
2. フレンズ - "Friends"

## 参加ミュージシャン
- ブライアン・ウィルソン - ボーカル、キーボード
- ジェフリー・フォスケット - バックグラウンド・ボーカル、ギター
- ニック・ワルスコ - バックグラウンド・ボーカル、ギター
- プロビン・グレゴリー - バックグラウンド・ボーカル、ギター、フレンチホルン、トランペット、キーボード
- アンディ・ペイリー - ギター、パーカッション
- ダリアン・サハナジャ - バックグラウンド・ボーカル、キーボード、ヴィブラフォン
- スコット・ベネット - バックグラウンド・ボーカル、キーボード、ヴィブラフォン、パーカッション
- ポール・フォン・マーテンス - サックス、クラリネット、フルート、ハーモニカ
- ボブ・リジック - ベース
- ジム・ハインズ – バックグラウンド・ボーカル、ドラムス
- テイラー・ミルズ - バックグラウンド・ボーカル、パーカッション